# Eduard Rosenthal

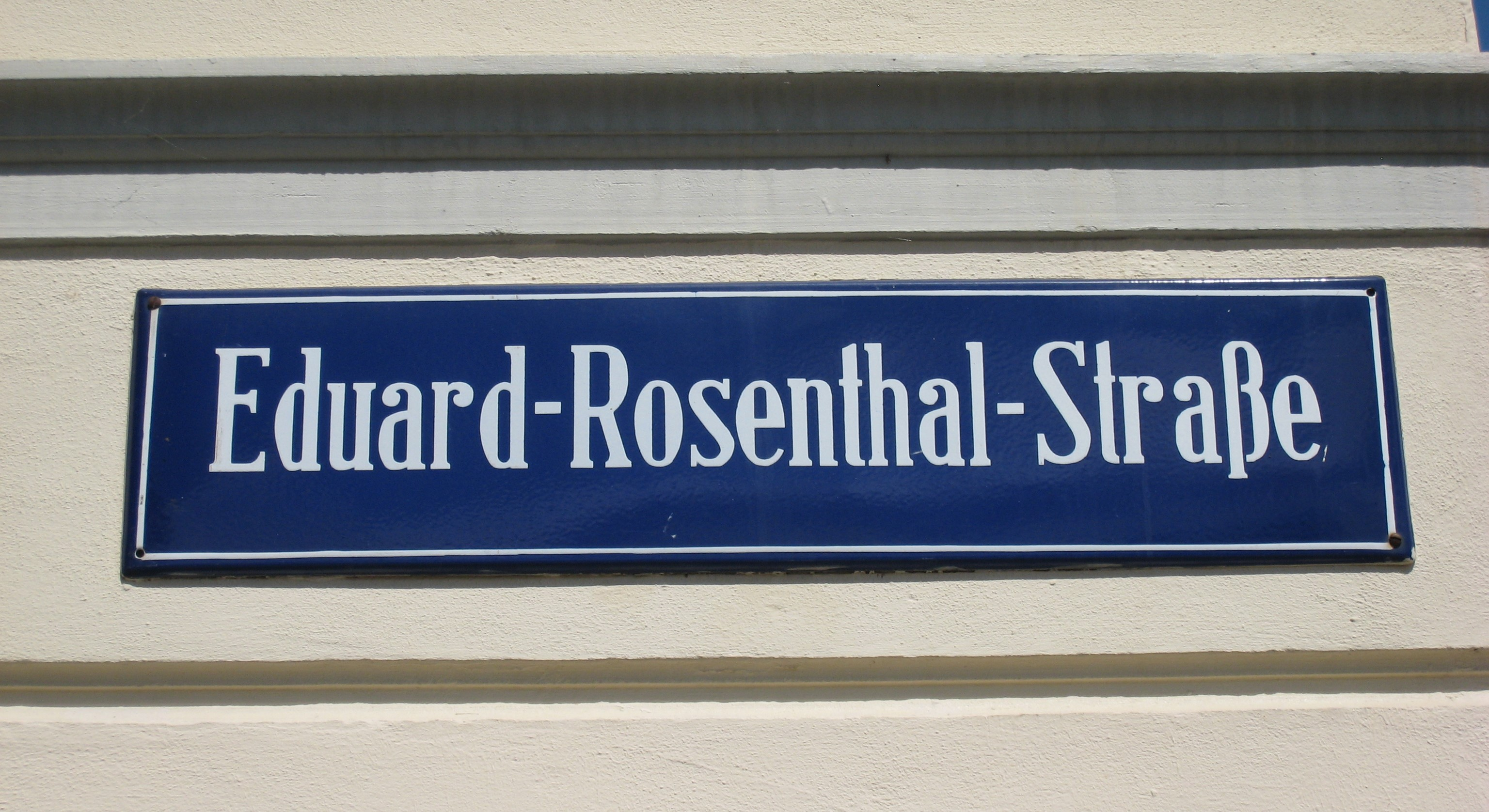
Eduard-Rosenthal-Straße, Weimar

Eduard Rosenthal (* 6. September 1853 in Würzburg; † 25. Juni 1926 in Jena) war ein deutscher Rechtswissenschaftler, Rechtshistoriker, Hochschullehrer und Politiker (NLP, DDP).

## Leben und Beruf

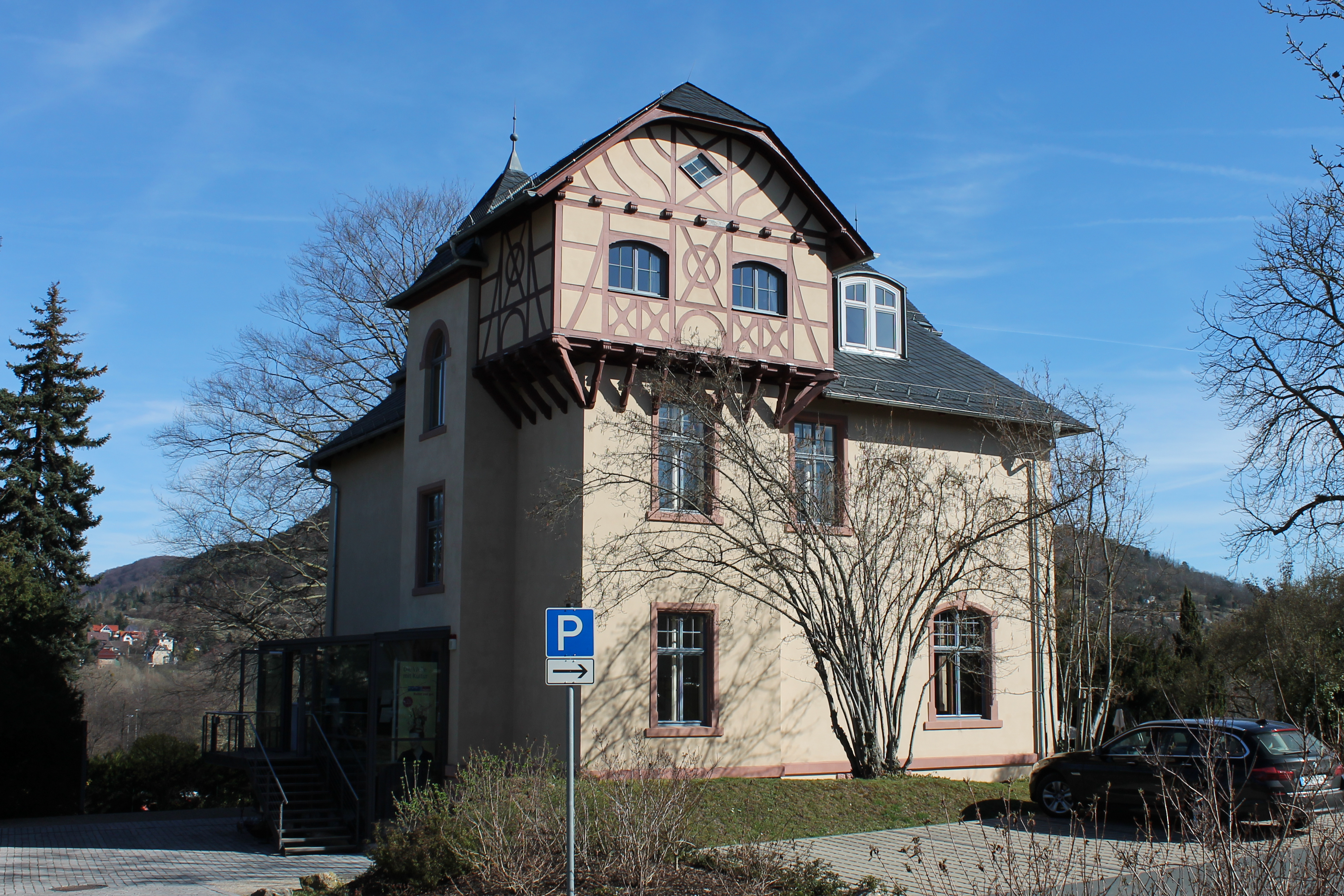
Die Rosenthalvilla in Jena

Eduard Rosenthal wurde als dritter Sohn des jüdischen Kaufmanns Salomon Rosenthal in Würzburg geboren. Nach dem Abitur an einem Würzburger Gymnasium (1865–1872) studierte er von 1872 bis 1876 Volkswirtschaft und Rechtswissenschaft an den Universitäten Heidelberg und Berlin. Er schloss sein Studium 1876 mit sehr guten Beurteilungen an der Universität Würzburg ab. Dort wurde seine Neigung zur deutschen Rechtsgeschichte von Richard Schröder (1838–1917) geweckt. Er belegte Studiensemester in Heidelberg und Berlin. 1878 erfolgte auf Anregung Schröders seine Promotion in Würzburg mit der Arbeit Zur Geschichte des Eigenthums in der Stadt Wirzburg. 1879 bestand er das Assessorexamen (zweites juristisches Staatsexamen) in Bayreuth. 
Danach wurde er 1880 an der Universität Jena mit der Arbeit Die Rechtsfolgen des Ehebruchs nach kanonischem und deutschem Recht bei dem Staatsrechtler Georg Meyer (1841–1900) habilitiert. Er wirkte ab 1885 als außerordentlicher Professor (Privatdozent ohne Einkommen) und ab 1896 als ordentlicher Professor für Deutsche Rechtsgeschichte und Öffentliches Recht an der Universität Jena. Zweimal war Eduard Rosenthal Rektor der Jenaer Universität (1899/1900 und 1913/1914). Darüber hinaus wurde ihm der Titel Geheimer Justizrat verliehen. Seine Arbeitsgebiete umfassten das Verwaltungs- und Beamtenrecht, später auch das Staatsrecht.
Eduard Rosenthal war ab 1885 mit Clara Ellstätter (1863–1941) verheiratet. Aus der Ehe ging der evangelisch getaufte Sohn Curt Arnold Otto (1887–1914) hervor. Der Sohn, der sich 1914 freiwillig zum Kriegsdienst meldete, fiel schon im ersten Gefecht seiner Einheit 1914 an der Westfront, wo er, der in Paris und London studierte, gegen seine einstigen Kommilitonen kämpfen wollte.
1889 wurde die Carl-Zeiss-Stiftung gegründet, deren Statuten Eduard Rosenthal mit Julius Pierstorff und Siegfried Czapski maßgeblich ausarbeitete. Er war für den Zeiss-Miteigentümer Ernst Abbe als Berater tätig und verantwortlich für die fortschrittlichen Statuten der Carl-Zeiss-Stiftung nach 1890. Aus dieser Zeit stammte seine Freundschaft mit Ernst Abbe.
1891 begann der Bau seiner Villa Rosenthal, die das Ehepaar ganz nach ihren Vorstellungen erbauen ließ.
Eduard Rosenthal verstarb am 25. Juni 1926 in Jena nach langer schwerer Krankheit. Zum Zeitpunkt seines Todes war er ein geachtetes Mitglied der Jenaer Oberschicht, Ehrenbürger der Stadt Jena sowie Ehrendoktor der Universität Jena.

## Politik
Während der Zeit des Deutschen Kaiserreiches beschäftigte sich Rosenthal auch mit der Politik und trat in die Nationalliberale Partei (NLP) ein. Ab 1909 war er als Vertreter der Universität Landtagsabgeordneter im Großherzogtum Sachsen (Sachsen-Weimar-Eisenach) und dort Mitglied der liberalen Fraktion. Er war zudem mehrere Jahre lang Vorstandsmitglied des Jenaer Gewerbevereins.
Nach der Novemberrevolution schloss Rosenthal sich der Deutschen Demokratischen Partei (DDP) an. Er gehörte 1919/20 dem Landtag des Freistaates Sachsen-Weimar-Eisenach an und nahm als solcher an den Konferenzen zur Bildung des Landes Thüringen teil. In dieser Zeit beauftragte ihn die Gemeinschaft der thüringischen Staaten, einen Verfassungsentwurf für Thüringen auszuarbeiten. Diesem Verfassungsentwurf erteilte der Volksrat am 23. Januar 1920 einmütig und nahezu unverändert seine Zustimmung. Sein über 90 Artikel umfassenden Entwurf für die erste, zunächst noch vorläufige Thüringer Landesverfassung krönte sein Lebenswerk, in dem er sich immer wieder mit der Rechtsgeschichte befasste und viele nachhaltige Werke dazu verfasste. Mit nur unbedeutenden Änderungen wurde sein Verfassungsentwurf am 12. Mai 1920 vom Thüringer Landtag angenommen und später im März 1921 in einer nur wenig gekürzten Fassung mit 73 Artikeln endgültig bestätigt. In Artikel 1 wird darin die Verfasstheit als Freistaat festgeschrieben. Eduard Rosenthal wurde so zum Vater der Thüringer Verfassung.
Nach der Gründung des Landes Thüringen war er von 1921 bis zu seiner Mandatsniederlegung aus Gesundheitsgründen am 12. Februar 1925 Mitglied des Thüringer Landtages. In der 3. Legislaturperiode (ab 1924) war er Alterspräsident. Bei der Landtagswahl 1924 schloss sich die DDP mit anderen bürgerlichen und konservativen Parteien zum Thüringer Ordnungsbund zusammen, der auch antisemitische Kräfte einschloss. Zur Mehrheitsbildung war der Ordnungsbund im Landtag zudem auf die Stimmen der „Vereinigten Völkischen Liste“ einschließlich der NSDAP angewiesen, welche forderte, dass „die Regierung nur aus deutschblütigen, nichtmarxistischen Männern“ bestehen dürfte. Dies richtete sich auch gegen Rosenthal, den die DDP als künftiges Regierungsmitglied vorgeschlagen hatte. Der Ordnungsbund beugte sich der Forderung der Völkischen und Rosenthal – und die DDP überhaupt – bekam keinen Ministerposten im Kabinett Leutheußer I.

## Werke (Auswahl)
- Zur Geschichte des Eigenthums in der Stadt Wirzburg. Ein Beitrag zur Geschichte des Eigenthums in den deutschen Städten. Stuber, Würzburg 1878 (Dissertation; Digitalisat).
- Die Rechtsfolgen des Ehebruchs nach kanonischem und deutschem Recht. Thein, Würzburg 1880 (Habilitationsschrift; Digitalisat).
- Beiträge zur deutschen Stadtrechtsgeschichte. Heft 1 u. 2. Stuber, Würzburg 1883 (Digitalisat).
- Die Behördenorganisation Kaiser Ferdinands I. Gerold, Wien 1887.
- Geschichte des Gerichtswesens und der Verwaltungsorganisation Baierns. 2 Bände. Stuber, Würzburg 1889/1906 (Digitalisat von Band 1, Digitalisat von Band 2).
- Internationales Eisenbahn-Frachtrecht. Fischer, Jena 1894.
- Die Reichsregierung. Eine staatsrechtliche und politische Studie. Fischer, Jena 1911.

## Ehrungen
- Ehrenbürgerschaft der Stadt Jena, 27. April 1920
- Ehrendoktorwürde (Dr. h. c.) der Universität Jena
- Die Villa Rosenthal ist seit 2009 ein Kulturzentrum Jenas und vergibt die nach dem Ehepaar Rosenthal benannten „Clara-und-Eduard-Rosenthal-Stipendien“. Die Villa bietet Wohn- und Arbeitsmöglichkeiten für zwei Stipendiaten in den Bereichen der Bildenden Kunst und der Literatur/Stadtschreibung. Die Villa kann auch für Feierlichkeiten und Tagungen gemietet werden. Im Obergeschoss gibt es eine ständige Ausstellung zum Schicksal des Ehepaares und der Geschichte der Villa, einen Festsaal und die nichtöffentlichen Zimmer für die Stipendiaten.
- Namenspate der Eduard-Rosenthal-Straße in Weimar